# Arboletes
Arboletes este un municipiu din departamentul Antioquia, Columbia.